# Astropecten alligator
Astropecten alligator är en sjöstjärneart som beskrevs av Perrier 1881. Astropecten alligator ingår i släktet Astropecten och familjen kamsjöstjärnor. Inga underarter finns listade i Catalogue of Life.